# Austausch e. V.
Der Austausch e. V. (bis 2022 Deutsch-Russischer Austausch e. V.) ist ein 1992 gegründeter gemeinnütziger Verein zur Stärkung der Zivilgesellschaft in west- und osteuropäischen Ländern. Sitz ist Berlin.
Der Verein engagiert sich in Russland und Deutschland, aber auch in der Ukraine und Belarus mit Projekten, Austauschprogrammen, Expertise-Angeboten, Veranstaltungen und Veröffentlichungen für die Förderung von Zivilgesellschaft, Demokratie und europäischer Zusammenarbeit.

## Geschichte und Profil des Vereins
Der Verein wurde 1992 in Berlin gegründet und als Verein registriert. Aus dem ebenfalls 1992 eröffneten Partnerbüro in St. Petersburg wurde 1998 die juristisch eigenständige Partnerorganisation Deutsch-Russischer Austausch/St. Petersburg (Nemezko-Russkij Obmen/NRO).
Wichtigster Arbeitsschwerpunkt der Anfangsjahre war die Unterstützung russischer Nichtregierungsorganisationen. Dazu kam bald die Vermittlung von Freiwilligendiensten in russischen NGOs und sozialen Einrichtungen, von Hospitationen in deutschen Medien für russische Journalisten sowie von NGO-Informationen aus Russland nach Deutschland.
In den Folgejahren erweiterte der Verein sukzessive sein Arbeitsspektrum. Heute verwirklicht er in Kooperation mit internationalen und lokalen Partnern in Russland, Deutschland, Belarus, der Ukraine und weiteren europäischen Ländern mit Unterstützung seiner verschiedenen Förderer Projekte zu den Themen Zivilgesellschaft, Umwelt, Medien, Bildung, Menschenrechte, ethnische Aussöhnung und Integration. Er führt Austauschprogramme zwischen Deutschland und Osteuropa durch (Fachkräftetreffen, Freiwilligendienste, Schüleraustausch, Praktikumsbörse), berät Akteure aus Politik und Gesellschaft, organisiert Konferenzen, gibt Fachpublikationen heraus und beteiligt sich am öffentlichen Diskurs zu seinen Arbeitsthemen.
Zur Unterstützung der Vereinsarbeit entstand 2002 die Stiftung DRA. 2005 war der Verein Mitgründer der Europäischer Austausch gGmbH, die seit 2008 selbstständig tätig ist. Für sein zivilgesellschaftliches Engagement in Osteuropa wurde er 1998 mit der Theodor-Heuss-Medaille ausgezeichnet. Er ist Mitglied im EU-Russland-Zivilgesellschaftsforum (CSF), im Paritätischen Wohlfahrtsverband Berlin, in der Bundesarbeitsgemeinschaft der Freiwilligenagenturen (BAGFA), dem Berliner Landesnetzwerk Bürgerengagement und der Landesarbeitsgemeinschaft der Berliner Freiwilligenagenturen (LAGFA).
Am 27. Mai 2021 wurde bekannt, dass die russischen Behörden den Verein als »unerwünschte NGO« eingestuft haben. Ihm ist damit faktisch verboten, sich legal in Russland zu betätigen.

## Arbeitsschwerpunkte

### Förderung der Zivilgesellschaft
In den 1990er Jahren entstanden mit fachlicher Unterstützung des neu gegründeten DRA in den russischen Städten Wolgograd (1994), Nowosibirsk (1996) und Perm (1997) NGO-Ressourcen-Zentren für Wissensaustausch, Vernetzung und Kooperation. Die Zentren wurden bis 2005 schrittweise an russische Partner übergeben. Ab 2001 folgte der Aufbau eines Netzwerks von Sozialorganisationen im Wolgagebiet.
1998 nahm der DRA die Projektarbeit in Belarus und der Ukraine auf. So führte er u. a. ein Unterstützungs- und Vernetzungsprojekt für zwölf belarussische NGOs durch. Ab 2003 baute er in verschiedenen ukrainischen Regionen Zentren für soziale Partnerschaft auf. Im belarussischen Gomel und im russischen Ischewsk begleitete der DRA ab 2009 den Aufbau erster lokaler Freiwilligenagenturen anderer Träger.
Im April 2010 legten der DRA und der Europäische Austausch (EA gGmbH) das Positionspapier „For a New Start in Civil Society Co-operation with Russia“ vor, das rasch von einer Reihe europäischer Stiftungen und NGOs unterzeichnet wurde. Aufgrund dieser Initiative erfolgte am 28./29. März 2011 in Prag unter Beteiligung von knapp 60 Organisationen und Bürgerbewegungen aus 17 Staaten die Gründung des Zivilgesellschaftsforums EU-Russland (engl. EU-Russia Civil Society Forum, CSF, Mitgliederzahl März 2014: 125). Der Geschäftsführer des DRA wurde in den Koordinationsrat gewählt. Der DRA betreute von 2011 an mehrere CSF-Projekte, darunter seit Ende 2012 eine Expertengruppe zu Visafragen. Gemäß einer Empfehlung der CSF-Jahresversammlung in Den Haag baut der DRA seit Februar 2014 in Berlin ein neues CSF-Sekretariat auf.

### Gesellschaftspolitische Bildung
Viele Projekte enthalten Angebote zur politischen und gesellschaftlichen Bildung, einige sind ganz in diesem Bereich angesiedelt. Zu letzteren gehören die EU Study Schools, die der DRA/Berlin und der DRA/St. Petersburg im Auftrag der Vertretung der EU-Kommission in Moskau 2007/08 verwirklichten. Seit 2012 wird die Reihe als EU Study Weeks weitergeführt.
Für interessierte Gruppen aus Osteuropa (Mitarbeiter von Unternehmen, Fach- oder Hochschulgruppen etc.) führt der DRA Bildungsreisen in Deutschland durch, deren Programm je nach gewähltem Schwerpunkt Themen aus Politik, Wirtschaft, Wissenschaft, Kultur und Gesellschaft berücksichtigt.

### Ethnische Aussöhnung und Soziales
Seit 2001 liegt ein besonderer Schwerpunkt des Vereinsengagements für ethnische Aussöhnung in der Krisenregion des Nordkaukasus: Auf Maßnahmen zur Unterstützung nordossetischer Flüchtlinge in der russischen Teilrepublik Inguschetien beim Kleingewerbeaufbau (bis 2003) folgte in Kooperation mit der russischen Menschenrechtsorganisation Memorial der Aufbau eines interethnischen Berufsbildungszentrums in Kurtat (Prigorodnyj Rajon).
In den Jahren 2005 bis 2012 übernahm der Verein für die NGO „Perspektivy“ St. Petersburg das Management eines Projekts zur Verbesserung der Pflegestandards in Behindertenheimen in Peterhof und Pawlowsk.

### Ökologie
Aus einem 2009 begonnenen Projekt des DRA zur Stärkung des Umweltjournalismus in Russland ging das Russisch-Deutsche Büro für Umweltinformation (RNEI) hervor, das 2011 in St. Petersburg als eigenständige NGO registriert wurde. Das RNEI unterstützt die Teilnahme von NGO-Vertretern bei den jährlichen UN-Klimagipfeln, schult russische Journalisten zu ökologischen Fragen und führt Veranstaltungen zu Umwelt- und Klimafragen durch.
Gemeinsam geben der DRA und das RNEI unter dem Titel „Klimaschutz und Menschenrechte“ eine zweisprachige Reihe von Monitoring-Berichten mit deutsch-russischem Schwerpunkt heraus.

### Austauschprogramme
Russischen Journalisten ermöglichte der DRA in Kooperation mit dem deutschen Bundespresseamt von 1994 bis 2001 Hospitationen in deutschen Medien. In späteren Jahren folgten wiederholt deutsch-russische Austauschprogramme für Journalisten.
1998 gründete der DRA seine Europäische Freiwilligenagentur zur Vermittlung von Freiwilligen aus Deutschland nach Osteuropa und umgekehrt. Die Programmteilnehmer arbeiten monateweise in Nichtregierungsorganisationen und sozialen Einrichtungen mit. Der Deutsch-Russische Schüleraustausch des DRA (Schulbesuch oder Sozialpraktikum) besteht seit 2008, die Praktikumsbörse Russland, Ost- und Mitteleuropa (PAROM) eröffnete der DRA 2011.
Ein Fachaustauschprogramm zur Jugend- und Sozialarbeit zwischen Berlin und der russischen Teilrepublik Udmurtien gehört seit 2009 zu den Aktivitäten des DRA. Für den Berliner Senat übernimmt der Verein seit 2011 im Rahmen der Städtepartnerschaft Berlin–Moskau Kernaufgaben bei der Organisation von Jugendbegegnungen und dem Fachkräfteaustausch zur Jugendarbeit.

### Öffentlicher Diskurs und Expertise
Seit 1995 führt der DRA jedes Jahr gemeinsam mit der Evangelischen Akademie zu Berlin sowie der Heinrich-Böll-Stiftung (bis 2011 Mitveranstalter, danach Förderer) in Berlin die „Deutsch-Russischen Herbstgespräche“ durch. In den Podiumsdiskussionen und Arbeitsgruppen der Konferenz befassen sich führende Experten aus Deutschland, Russland und weiteren Ländern sowie die Teilnehmer mit wechselnden Themen aus Politik und Gesellschaft, wie etwa Demokratieentwicklung, Ökologie, Geschichtsbewältigung, Migration und Integration, Rechtsstaatlichkeit, Demographie, Schul- oder Familienpolitik, Fremdenfeindlichkeit u. a. m.
Der Verein hat sich wiederholt kritisch zur neuen NGO-Gesetzgebung in Russland seit 2012 und deren Folgen geäußert. Die deutsche Regierung wie auch die EU ruft er in seinen öffentlichen Verlautbarungen dazu auf, politische Probleme in Russland (wie Wahlfälschungen, rechtsstaatliche Defizite, Menschen- und Bürgerrechtsverletzungen, Korruption, Einschränkungen der Pressefreiheit, Annexion der Krim 2014) mit klaren, öffentlichen Worten anzusprechen. Zugleich sollen nach Auffassung des Vereins bestehende partnerschaftliche Beziehungen mit Russland nicht nur nicht aufgekündigt, sondern im Gegenteil unter demokratischem Vorzeichen weiter vertieft werden.
Regelmäßig führt der DRA – zumeist in Berlin – Podiumsdiskussionen, Filmvorführungen und weitere Veranstaltungen zu deutsch-russischen Themen aus Politik, Kultur und Gesellschaft durch. Der Verein bietet auch Fachvorträge sowie Beratungen und fachlich-organisatorische Unterstützung für Akteure aus Politik, Wirtschaft und Zivilgesellschaft an.

### Migration und Integration
Der Verein wendet sich mit seiner Projektarbeit auch an russischsprachige Zuwanderer in Deutschland. Mit einer Deutsch-Russischen Ehrenamtsbörse in Berlin (2000–2012) warb er bei dieser Bevölkerungsgruppe für das bürgerschaftliche Engagement und vermittelte Interessenten entsprechende Tätigkeiten. Das in den Regionen Leipzig, Potsdam und Rostock angesiedelte Projekt „professija.DE“ (2009–2012) umfasste unter anderem Beratungs- und Vernetzungsangebote für russischsprachige Unternehmer.
Im März 2014 startete der DRA das einjährige Projekt „glauben.leben.in berlin“, das in der Bundeshauptstadt einen Beitrag zu Integration und interreligiösem Dialog leisten soll. Kooperationspartner sind die Jüdische Gemeinde zu Berlin und das muslimische Interkulturelle Zentrum für Dialog und Bildung in Berlin-Wedding (IZDB).

## Kooperationspartner und Finanzierung
Der DRA e. V. (Berlin) wirkt mit zahlreichen Partnern in Russland, der Ukraine, Belarus und einer Reihe weiterer Länder zusammen. Dabei handelt es sich vor allem um überregionale und um regionale Nichtregierungsorganisationen. Je nach Inhalt und Ausrichtung der einzelnen Projekte des Vereins treten Kooperationen mit Hochschulen, sozialen Einrichtungen und lokalen Behörden hinzu.
Finanziert wird die Arbeit des als gemeinnützig anerkannten DRA e. V. durch projektgebundene Zuwendungen von Stiftungen und öffentlichen Stellen sowie durch Mitgliedsbeiträge und Spenden. Zu den Zuwendungsgebern gehörten bisher die EU-Kommission, verschiedene Bundesministerien, die Deutsche Bundesstiftung Umwelt, Hilfswerke der evangelischen und der katholischen Kirche (Brot für die Welt), Renovabis, der Paritätische Berlin, die Robert Bosch Stiftung, die Stiftung Deutsch-Russischer Jugendaustausch, die Marion-Dönhoff-Stiftung, die Stiftung Erinnerung, Verantwortung, Zukunft u. a. m. Eine wesentliche Ressource des DRA besteht außerdem im Engagement vieler Freiwilliger und Ehrenamtlicher.
Im August 2020 gehörte der Deutsch-Russische Austausch zu den Mitiniatoren des „Arbeitskreises Belarus“, welches als Forum für Expertise und Kontakte zu Belarus fungieren soll. Zu den anderen Mitbegründern zählen das Zentrum Liberale Moderne, der Verein „Menschenrechte in Belarus“, der Europäische Austausch, die Deutsch-belarussische Gesellschaft und die Belarusische Gemeinschaft „Razam“.